# Граф Игнатиево
Граф Игнатиево е село в Южна България в община Марица, област Пловдив. До 1902 година носи името Чоллук (Чоллукът, Чолнукът), а между 1902 и 1956 година – Граф Игнатиев.
Наречено е на руския дипломат, генерал и министър граф Николай Павлович Игнатиев, изиграл важна роля като посланик на Русия в Цариград за подготовката на Руско-турската война от 1877 – 1878 г. и сключването на предварителния Санстефански договор в нарушение на тайните договорености на Русия от Райхщадското споразумение.
В селото се намира 3-та изтребителна авиобаза.

## География
Село Граф Игнатиево се намира в Горнотракийската низина на 12 км северно от град Пловдив на надморска височина 100 – 199 м. Площта на селото е 2859,7 ха.

## История
Село Граф Игнатиево е създадено непосредствено след Освобождението под името Чоллук или членувано Чоллукът. След Освобождението на България през 1878 г. настъпват превратности в живота и битието на българското население. Османските чифликчии побягват панически към Анадола. Изоставят имотите си или ги продават за символични суми на български ратаи. Чоллуклии заживяват свободно и развиват в своите чифлици коневъдство, овцевъдство, земеделие.
През септември 1902 г. по повод честването на 25 години от Освобождението на България от турска власт, на път от Шипка за Пловдив семейството на руския дипломат и държавник граф Николай Павлович Игнатиев спира в ханче „Чародейка“ край Чоллук, чийто собственик е бил Иван Пенчев Врачев, известен като дядо Врача. Всички хора, които са били в Чоллушките ханчета, се събрали във Врачевия хан, устроили радушно посрещане и предложили на графа да стане патрон на селото и училището. Руският дипломат дал съгласието си. Цар Фердинанд издава Указ № 395 от 25 октомври 1902 г., с който селото е преименувано на Граф Игнатиев. През 1956 г. при осъвременяване имената на селищата без административен акт към името е прибавена буква „о“ и е променено на Граф Игнатиево.
След смъртта на граф Игнатиев през 1908 г. връзките между жителите на селото и семейството на големия дипломат не престават. По време на Балканската война дъщерята на графа Екатерина Николаевна оказва помощ на ранения боец Стоян Дончев от Граф Игнатиево и решава след една година да гостува в България и в селото. При гостуването си е посрещната с изключителна радост от населението. Селската църква се сдобива с 2 големи свещника, подарък от Екатерина Николаевна. През 1968 г. по повод 90-годишнината от Освобождението в селото гостува Екатерина Игнатиева – внучка на Николай Павлович Игнатиев. През 1974 г. гост в Граф Игнатиево е друг внук на Николай Игнатиев – Николай Алексеевич Игнатиев. А през 1988 г. гостува внукът на граф Николай Игнатиев – Георгий Игнатиев от Канада.
Църквата „Свето Вознесение Господне“ е осветена през 1892 г. Строителството на църквата започва през 1888 г. върху имот, подарен от Пенко Хамбарлийски. Строи се от дядо Никола – майстор от село Райково, Смолянско. За свещеник е ръкоположен поп Неделю, който пръв издига идеята за промяна на името на селото. Първоначално църквата е построена като 3-корабна куполна базилика, но след земетресението през 1923 г. при ремонта покривът е променен на прав без купол.
Първото училище в село Граф Игнатиево е открито в сградата на сегашната детска градина. Състояло се е от шест учебни стаи, а обучението е било до четвърто отделение. През 1935 г. в дома на Димитър Дингилев-Дормаджията се организира непълна прогимназия – само I и II клас (сега V и VI клас). През същата година започва строителството на нова училищна сграда, предназначена за прогимназия, която е била осветена през 1938 г. носи името „Граф Николай Павлович Игнатиев“.
Народно читалище „Изгрев“ е основано през 1927 г. от група ентусиазирани младежи. Първите читалищни прояви са били изнасяне на сказки и театрални постановки. Постепенно се развива самодейността и се сформират групи за народни танци, песни, обичаи. Самодейните състави са носители на много награди и отличия от фестивали и събори. В читалището е организирана постоянно действаща археологическа сбирка с експонати и находки, намерени в района на селището, фотоизложба за живота и дейността на граф Игнатиев, 3-та авиобаза, етнографска изложба.
През 1930-те и 1940-те години се поставя началото на библиотечната дейност. Първоначално за библиотека са използвани 2 шкафа с около 50 книги, намиращи се в кръчмата на Иван Джостов. Днешната модерна сграда на читалището е открита през 1970 г. По повод 50-годишнината му народно читалище „Изгрев“ е наградено с орден „Кирил и Методий“ III степен за активна народополезна и културно-просветна дейност.
Бележитите личности на селото са обществениците Пенко Минков, Рада Галунска, Никола Чочев, Мария Банкова, Георги Станчев, Петър Минков, Димитър Попов.
В землището на село Граф Игнатиево при археологически разкопки са намерени праисторически съдове, домонетни форми, тракийска и византийска керамика, върхове на копия и стрели, монети и накити, които свидетелстват, че тук е бил исторически кръстопът на област Тракия. В по-късната история данните показват, че на тази територия са съществували турски чифлици, в които българите са били наемани за ратаи.
Тук се намира и най-модерната авиационна база, приемник на военното летище, чието изграждане започва през 40-те години на 20 век.

## Население
Численост на населението според преброяванията през годините:
| \| Година на преброяване \| Численост \| \| --------------------- \| --------- \| \| 1934 \| 1780 \| \| 1946 \| 2022 \| \| 1956 \| 2618 \| \| 1965 \| 2489 \| \| 1975 \| 2476 \| \| 1985 \| 2110 \| \| 1992 \| 2104 \| \| 2001 \| 2097 \| \| 2011 \| 1854 \| \| 2021 \| 1849 \| |           |
| Година на преброяване | Численост |
| 1934 | 1780      |
| 1946 | 2022      |
| 1956 | 2618      |
| 1965 | 2489      |
| 1975 | 2476      |
| 1985 | 2110      |
| 1992 | 2104      |
| 2001 | 2097      |
| 2011 | 1854      |
| 2021 | 1849      |

### Етнически състав
Преброяване на населението през 2011 г.
Численост и дял на етническите групи според преброяването на населението през 2011 г.:
|                     | Численост | Дял (в %) |
| Общо                | 1854      | 100.00    |
| Българи             | 1553      | 83.76     |
| Турци               | 67        | 3.61      |
| Цигани              | 88        | 4.74      |
| Други               |           |           |
| Не се самоопределят |           |           |
| Неотговорили        | 140       | 7.55      |

## Забележителности
В село Граф Игнатиево е издигнат паметник, посветен на руския дипломат и държавник граф Николай Павлович Игнатиев, паметна плоча с имената на загиналите през Балканската и Първата световна война, паметник на загиналите през Втората световна война. През 80-те години на фасадата на читалището е изработен голям барелеф, посветен на Граф Николай Игнатиев. Копие се намира във фоайето на училището. Автор на барелефа е скулпторката Олга Наздрачева. През 2008 г. той е допълнен и оформен като паметник от художника Димитър Гогичев.
В землището на Граф Игнатиево има три могили, около които често се откриват находки от епохата на траките, римляните, византийците и османското владичество.

## Авиобаза
В 3-та авиобаза в Граф Игнатиево от 1963 г. в 1-ва ескадрила е на въоръжение изтребителят МиГ-21. В експлоатация е и най-новият вариант на МиГ-21 бис, а през 2000 г. от закритата 5-а ИАБ Равнец са пребазирани изтребителите МиГ-29.